# Spangereid
Spangereid is een dorp en een voormalige gemeente in de voormalige  fylke Vest-Agder in het zuiden van Noorwegen. De gemeente bestond tussen 1897 en 1965. Het dorp ligt aan de provinciale weg (fylkesvei) 460 tussen Vigeland en Lindesnes fyr.
Spangereid was oorspronkelijk deel van de gemeente Audnedal. Deze werd in 1844 gesplitst in Nord-Audnedal en Sør-Audnedal. Deze laatste werd in 1897 opnieuw in tweeën gesplitst waarbij Spangereid als zelfstandige gemeente werd gevormd en het restant verder ging als Sør-Audnedal. Beide gingen in 1965 op in de nieuwe gemeente Lindesnes.
Bijzonder in Spangereid is de kerk. Het oudste, stenen, deel dateert uit de 11e eeuw. Daarmee hoort het gebouw bij de oudste kerken in Noorwegen. De kerk werd in 1840 met hout omgebouwd tot een kruiskerk. Daarbij verdween het steen grotendeels uit het zicht.